# Metixén
A metixén (INN: metixene) antikolinerg hatású Parkinson-kór elleni gyógyszer, kifejezett centrális és kevésbé jelentős perifériális hatással. Ez teszi különösen alkalmassá az extrapiramidális betegségek kezelésére. A legtöbb esetben megszünteti a finom tremort és gyakran jelentősen csökkenti a kifejezett tremort is. A parkinzonizmus egyéb szimptómája, mint a rigiditás megfelelően javul, de a bradykinézia úgy tűnik kevésbé. Ezenkívül rendelkezik kedélyjavító és csekély antidepresszáns hatással is. Kombinálható egyéb antiparkinzon készítménnyel, mint pl. levodopával vagy amantadinnal. Hatékony artérioszklerotikus eredetű tremor (tremor senilis) kezelésére is.
A VIII. Magyar Gyógyszerkönyvben Metixeni hydrochloridum    néven hivatalos.  

## Készítmények
- TREMARIL

## Forrás
- Gyógyszerészi kémia. Szerkesztette: Fülöp Ferenc, Noszál Béla, Szász György, Takácsné Novák Krisztina. Budapest: Semmelweis Kiadó. 2010.   233–235. o. ISBN 978 963 9879 56 0

## Fordítás
- Ez a szócikk részben vagy egészben  a   Metixene című angol Wikipédia-szócikk fordításán alapul.  Az eredeti cikk szerkesztőit annak laptörténete sorolja fel. Ez a jelzés csupán a megfogalmazás eredetét és a szerzői jogokat jelzi, nem szolgál a cikkben szereplő információk forrásmegjelöléseként.